# Emilia Lanier
Emilia Lanier, nata Emilia Bassano (Bishopsgate, 1569 – Londra, 1645) è stata una poetessa inglese.

## Biografia
Nata Emilia Bassano in una famiglia della piccola nobiltà, suo padre era un musicista veneziano alla corte di Elisabetta I. Emilia fu battezzata nella chiesa di San Botulfo di Bishopsgate il 27 gennaio 1569. La storica Leeds Barrols ha ipotizzato che Emilia fosse probabilmente ebrea e che il battesimo fosse uno dei modi con cui espatriati ebrei cercassero di integrarsi in Inghilterra. Dopo la morte dei genitori, la diciottenne Emilia divenne l'amante di Henry Carey, I barone Hunsdon e cugino di Elisabetta. Rimasta incinta di Carey nel 1592, Emilia fu frettolosamente data in sposa al musicista Alfonso Lanier, suo cugino. La coppia ebbe due figli, Henry (come il padre, Carey) ed Odillya, che morì ad appena dieci mesi.
Nel 1611 pubblicò un'antologia di poesie intitolate Salve Deus Rex Judaeorum, diventando così la prima poetessa professionista in Inghilterra e la prima a definirsi tale. Nonostante il titolo in latino, le poesie dell'opera erano state scritte in inglese, per quanto la Lanier sapesse scrivere e leggere fluentemente anche in latino, che aveva imparato mentre era la protégé di Susan Bertie, contessa di Kent. Rimasta vedova nel 1613, Emilia Lanier cominciò a mantenersi dirigendo una scuola, da lei fondata in una casa affittata da un certo Edward Smith. La Lanier ebbe diversi problemi con il padrone di casa e fu arrestata due volte nel 1617 e nel 1619 per problemi con l'affitto. I guai della donna con la legge fecero cattiva pubblicità alla scuola, tanto che dovette chiudere dopo che i genitori si rifiutarono di mandarci ancora i figli. Poco si sa degli ultimi decenni di vita di Emilia Lanier. Dopo la morte del figlio Henry nel 1633 si prese cura dei nipoti Mary e Henry e documenti attestano una lunga causa legale contro il cognato Clement circa del denaro che spettava al marito. La Lanier fu costretta a fare causa in almeno due occasioni, nel 1636 e 1638, ma al momento della morte aveva presumibilmente ricevuto un risarcimento di venti sterline.
Emilia Lanier morì all'età di 76 anni e fu sepolta a Clerkenwell il 3 aprile 1645.

## L'opera
Nel 1611, all'età di quarantadue anni, Emilia Lanier fece dare alle stampe la sua opera poetica Salve Deus Rex Judaeorum, diventando così la quarta donna delle isole britanniche e la prima donna inglese a pubblicare poesia. La pubblicazione delle poesie della Lanier è degna di nota soprattutto perché fu fatta per motivi economici: la pubblicazione di Salve Deus era mirata ad attrarre dei potenziali mecenati, dato che la donna vedeva la scrittura come una fonte di sostentamento e non un "hobby", come spesso era il caso per dame di corte e nobildonne. Al cuore dell'antologia vi è un poemetto eponimo di duecento strofe che ripercorre la passione e crocifissione di Cristo viste dagli occhi di una spettatrice donna, lodano le virtù femminili e la pietà cristiana, auspicando inoltre un mondo idealizzato senza più classi sociali. Il poemetto è preceduto da dieci componimenti poetici più brevi con cui la Lanier dedica l'opera a diverse nobildonne contemporanee, a partire da Elisabetta I. Nella stesura della sua opera, Emilia Lanier trasse ispirazione da diversi autori classici, medievali e contemporanei, tra cui Ovidio, Boccaccio, Petrarca, Chaucer, Spenser, Agrippa, Veronica Franco e Christine de Pizan. I suoi scritti dimostrano anche una certa familiarità con l'opera di Mary Sidney, John Lyly e Samuel Daniel.

## Il rapporto con Shakespeare

### Nei sonetti
Per quanto non vi siano prove che Shakespeare ed Emilia Lanier si siano mai conosciuti, a partire dagli anni 70 diversi critici letterari hanno ipotizzato che la Lanier possa essere la "Dark Lady" dei sonetti shakespeariani. Il primo a proporre questa teoria fu A. L. Rowse, che confrontando i sonetti con i diari di Simon Forman, l'astrologo da cui proviene la gran parte delle informazioni su Emilia, identificò la Dark Lady proprio nella Lanier. Per quanto il colore dei capelli della donna sia ignoto, due sue cugine vennero descritte come brune. Questa teoria fu più volte rivisitata e sostenuta a partire dagli anni novanta da accademici come Stephanie Hopkins Hughes, David Lasocki e Roger Prior. Nel sonetto 128 la "Dark Lady" viene descritta mentre suona il virginale e per alcuni di questi critici ciò viene visto come un riferimento alla Lanier, figlia e moglie di musicisti. Studiose dell'opera della poetessa, come Susanne Woods e Barbara Lewalski sono invece più scettiche e hanno rifiutato questa identificazione, ritenendola infondata.

### Nel teatro
John Hudson ha fatto notare che il nome da nubile di Emilia Bassano sembra essere ricreato per intero in due opere di Shakespeare con il nome di due personaggi: Emilia nell'Otello e Bassanio ne Il mercante di Venezia. Entrambi i personaggi sono legati alla musica nei rispettivi testi ed entrambi menzionano un cigno che muore cantando, un'immagine ovidiana spesso usata per descrivere un poeta di straordinaria levatura. Roger Prior ha invece fatto notare che il nome "Otello" provenga proprio dalla città di Bassano, dato che la città era nota a livello internazionale per il suo illustre gesuita Girolamo Otello da Bassano. Nell'Otello Emilia pronuncia affermazione di stampo proto-femminista, che per Prior sono un riferimento alla speranza della parità dei sessi espressa dalla Lanier nella sua opera. Hudson ha inoltre osservato che il nome della donna sembra essere evocato anche nel Tito Andronico dalla coppia di personaggi Aemilius e Bassianus, che secondo il critico andrebbero visti in correlazione dato che uno apre e l'altro chiude la tragedia. Diversi critici non hanno mancato di evidenziare la natura altamente speculativa e forzata di queste affermazioni.